# Faurot Field

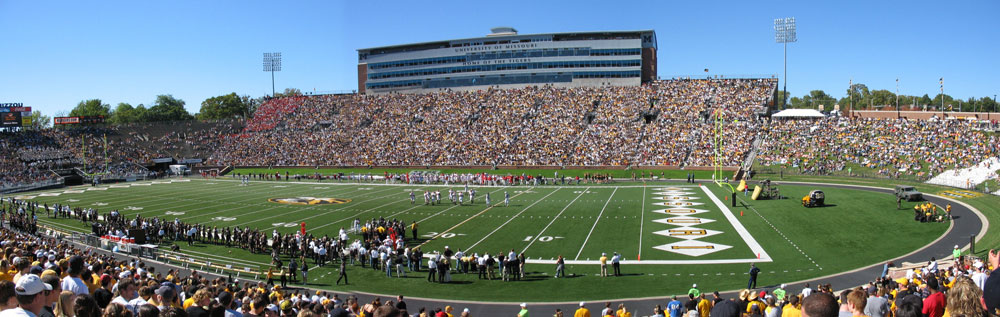
Panorámica del estadio.

Campo Faurot (en inglés Faurot Field) es un estadio de fútbol americano colegial ubicado en Columbia, Misuri. Fue inaugurado el 2 de octubre de 1926. Tiene una capacidad para albergar a 71 004 aficionados cómodamente sentados, su equipo local son los Tigres de Misuri pertenecientes a la Big 12 Conference de la National Collegiate Athletic Association.